# Mads Jensen Medelfar
Mads Jensen Medelfar, født 25. april 1579 i Middelfart, død 14. maj 1637, var en dansk teolog og biskop (på den tid formelt kaldet superintendent) over Lunds stift 1620-1637.
Efter at have været rektor i Svendborg siden 1603 rejste Mads Jensen 1606 til Wittenberg for at studere videre, og blev der i fire år. Han vendte hjem og tog magisterseksamen i København 1610, hvorefter han blev præst i Vejle 1611. Trods protester fra folket i Vejle flyttede han til Odense 1613 og derefter til Skt. Nicolai Kirke i København 1614, idet Oluf Kock blev afsat for kryptocalvinisme i en teologisk strid med Hans Poulsen Resen. I 1615 forestod Mads Jensen vielsen til venstre hånd af Christian 4. til Kirsten Munk. Efter yderligere en tid som Christian 4.s hofprædikant og kongelig konfessionarius på Frederiksborg Slot, med kannikedømme i Roskilde fra 1617, blev han 1620 valgt til biskop (da kaldet superintendent) over Lund og samme år tildeltes han doktorgraden i teologi. Han indviede kirken i Kristianstad 1628. 1629 blev han mishandlet i sit eget hjem af adelsmanden Holger Rosenkrantz i forbindelse med en embedsbesættelse. 1635 måtte han bøde 500 daler til Frederiksborgs skole, eftersom en dom som han havde afsagt blev underkendt af herredagen, tidens højeste domstol. Mads Jensen Medelfar var gift tre gange, og havde mange børn, blandt hvilke må nævnes Michael Vibe.